# Milja
Milja (lat. milia, množina od mille: tisuća) je naziv mnogih, vrlo različitih mjernih jedinica duljine. Podrijetlo im je u staroj rimskoj mjernoj jedinici tisuću koraka (lat. milia passuum), vrijednosti oko 1478,5 m. Stare su milje bile mjesno i vremenski vrlo različitih vrijednosti, od približno 1,5 km do približno 11 km. Nazivane su prema zemljama (njemačka, francuska, talijanska, ruska milja i tako dalje) ili prema namjenama (morska, zemaljska, poštanska, zemljopisna milja i drugo). Srednjovjekovna hrvatska milja procijenjena je na 2,226 kilometara. Do danas su se u uporabi zadržale samo morska ili nautička milja, vrijednosti 1,852 kilometara, koja je jedina zakonita u gotovo cijelom svijetu, te u SAD-u zemaljska ili kopnena milja (engl. statute mile, land mile), vrijednosti oko 1,609 kilometara.
To znači, postoji više različitih vrsta milje, od kojih su 2 najvažnije i jedine se danas upotrebljavaju:
nautička milja – 1 852 metara,
kopnena milja – 1 609,344 metara.

## O milji
Milja se prvi put javlja u starom Rimu i određuje udaljenost od 1000 dvokoraka, odnosno 2000 koraka, gdje je dvokorak imao pet stopa. 
Rimska milja je iznosila oko 1480 metara.
Današnja kopnena milja je precizno definirana i unificirana 1959. dogovorom Australije, Kanade, Novog Zelanda, Republike Južna Afrika, Velike Britanije i Sjedinjenih Američkih Država, pri čemu je za definiciju uzeta odredba britanskog parlamenta iz 1593. koja je milju definirala kao 1 760 yarda, dakle 5 820 stopa.
Kopnena milja iznosi 1 609,344 m.
Postojale su i druge milje u uporabi:
Irska milja iznosi 6 721 stopu ili 2048,56 m;
Škotska milja iznosi 5 951 stopu ili 1 813,86 m;
Staroengleska milja iznosi 5 000 stopa ili 1 524 m;
Danska milja (ista kao i Njemačka milja) iznosi 24 000 danskih stopa ili 7 532,5 m;
Švedska milja iznosila je 36 000 švedskih stopa ili 10 687 m i vrijedila je do 1889. Od tada iznosi 10 000 m ili 10 km;
Hrvatska milja iznosi ≈ 11,13 km ili 11 130 m.
Danas se pod pojmom milja, bez ikakvih dodataka imenici, podrazumjeva kopnena milja koja je u upotrebi još samo u SAD i UK i nekim zemljama Commonwealtha. 